# Meloe variegatus
De Meloe variegatus (tên tiếng Anh: bonte oliekever) là một loài bọ cánh cứng trong họ Meloidae. Loài này được Donovan miêu tả khoa học năm 1793.
Loài này is inheems in Nederland.

## Hình ảnh

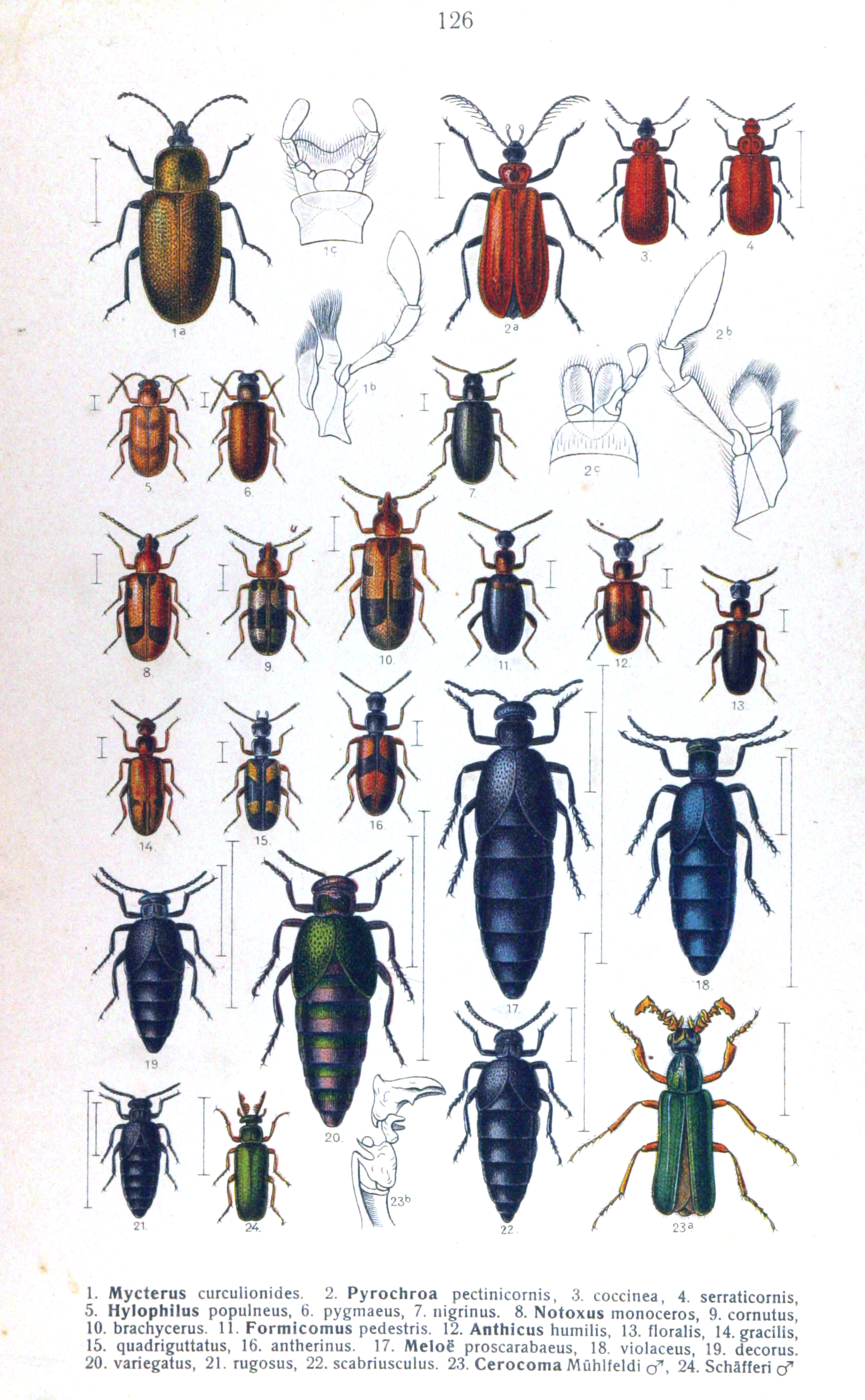